# Stamnodes spectatissima
Stamnodes spectatissima är en fjärilsart som beskrevs av Louis Beethoven Prout 1941. Stamnodes spectatissima ingår i släktet Stamnodes och familjen mätare. Inga underarter finns listade i Catalogue of Life.